# 윈도우 셸
컴퓨팅에서 윈도우 셸(Windows Shell)은 마이크로소프트 윈도우 계열 운영 체제의 가장 잘 보이는 부분을 말한다. 이 셸은 전반적인 사용자 인터페이스가 표시되는 곳이며, 이를테면 작업 표시줄, 윈도우 탐색기, 대화 상자 등을 들 수 있다. 윈도우 3.x 시절에 쓰였던 과거의 셸인 "MS-DOS 실행", "프로그램 관리자"도 윈도우 셸이라고 할 수 있다.
기본 윈도우 셸은 시작 메뉴, 작업 표시줄, 알림 영역, 바탕 화면의 항목을 띄우는 explorer.exe의 도움을 받는다.

## 윈도우 1, 2 - 초기의 사용자 인터페이스
IBM PC가 1981년 8월에 시장을 공략한 직후 "인터페이스 매니저"(Interface Manager)라는 이름의 프로젝트가 시작되었다. 프로그래머들은 디스플레이 화면의 창이라는 영역에 대해 자주 이야기하곤 했기 때문에 이 이름은 "윈도우"(Windows)로 변경되었다. 마이크로소프트 마케팅 부장인 Rowland Hanson은 "윈도우"라는 이름이 소비자들을 매료시킬 수 있을 것이라고 확신하였다 최초의 윈도우 이전 버전은 1983년 11월에 제공되었다. 화면 맨 아래에 워드 포 도스(Word for DOS)와 같은 메뉴를 사용하였다. 최초의 버전인 윈도우 1.01이 1985년 11월에 출시되었으며 초기 매킨토시 시스템 1.x와 같은 풀다운 메뉴를 사용하였다. (마이크로소프트는 실제로 애플로부터 GUI 요소를 라이선스 받았다.) 이 셸은 "MS-DOS 실행"이라고 불리는 파일 관리자(프로그램 관리자가 아님)였다. 응용 프로그램은 MS-DOS 실행에서 창이 최소화된 상태에서 실행할 수 있었다. 최소화 기능은 창을 화면 맨 아래에 위치한 아이콘으로 변경하였다. 최대화 기능은 최소화된 창 위에 창을 넓혔다. 윈도우는 서로가 겹치진 못했지만 계단식으로 정렬할 수 있었다. 이에 따라 두 개의 창이 동시에 크기를 조절하지는 못했다.
윈도우 2.0은 인터페이스 기반으로 출시되었다. "최소화", "최대화" 용어와 더불어 새로운 창 컨트롤이 이 버전에 도입되었다. 윈도우는 서로 겹칠 수 있었으며 최소화된 창 아이콘은 바탕 화면 위에서 자유롭게 움직일 수 있었다.

## 윈도우 3.x, NT 3.x - 최초의 혁명
1990년 5월에 출시된 윈도우 3.0은 OS/2 그래픽 사용자 인터페이스를 물려받았다. 새로운 프로그램 관리자는 단순한 프론트엔드였다. 여기서 그룹과 아이콘이 실제 파일 시스템과 관련이 없었다. 바탕 화면에 배경을 놓을 수 있었으며 창 컨트롤이 다시 설계되었다. 버튼은 모두 3차원 모습 (창은 그렇지 않았음)으로 되어 있었다. 이로써 윈도우 3.0 운영 체제는 성공적이었으며 나중에 나온 윈도우 3.x 버전에는 화면 보호기가 도입되었다.
마이크로소프트사의 새로운 운영 체제 윈도우 NT는 윈도우 3.1x와 비슷한 3.1의 같은 그래픽 사용자 인터페이스를 사용하였지만 색 구조는 윈도우 3.0 버전이 아닌 윈도우 3.1 버전에서 물려받았다.

## 윈도우 95
윈도우 95에서 셸이 다시 설계되었다. "알림 영역", 시계. 백그라운드 작업을 볼 수 있는 새로운 작업 표시줄이 도입되었다. 여기에 시작 단추가 있어 기존에 사용하던 프로그램 관리자를 대체하였다. 내 컴퓨터, 네트워크 환경, 휴지통이 바탕 화면에 추가되었다. 이 셸은 이제 파일 관리자를 대체하는 윈도우 탐색기가 관리하였다.

## XP, 서버 2003 - 루나, Royale
루나 테마 스킨과 더불어 다시 꾸민 시작 메뉴, 제어판과 같은 정리된 다른 사용자 인터페이스 요소가 추가되었다. 윈도우 XP에 추가되어 있으며 루나 사용자 인터페이스와 같은 기능을 사용하는 Royale이 윈도우 XP 미디어 센터 에디션 2005에 추가되었다.

## 비스타 - 에어로
에어로 사용자 인터페이스가 롱혼 빌드 5048에 도입되어 비스타 빌드인 베타 1과 CTP에 잇달아 들어왔다. 현재 스타터, 홈 베이식 에디션을 제외한 모든 버전의 윈도우 비스타에 포함되어 있다. 윈도우 서버 2008에도 포함되어 있다.

## 같이 보기
- 도스 셸
- Cmd.exe